# Monokultur

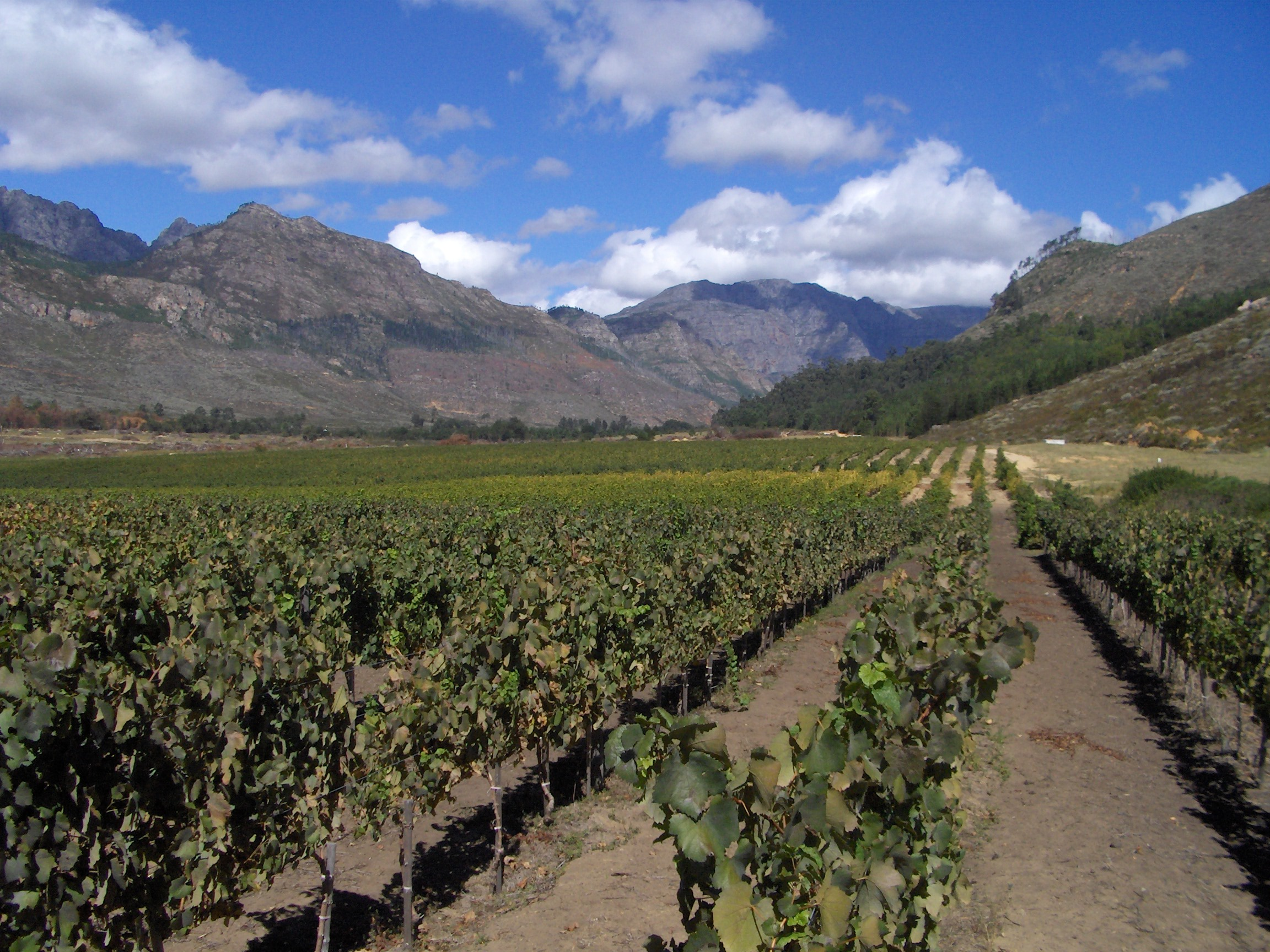
Ett stort fält med vinrankor är ett exempel på monokultur.

Monokultur, av mono som är det grekiska räkneordet för ett och kultur som betyder odling (av latinets cultura), avser ursprungligen ett system för odling av jordbruksgrödor där man bara odlar ett växtslag åt gången, exempelvis vete, korn, kaffe, bomull, majs, osv. 
Inom skogsbruk används begreppet monokultur ibland för att beskriva skötta skogar som domineras av bara ett trädslag därför att andra trädslag avverkats när skogen skötts med röjning och gallring. Sådan skog bör istället kallas trädslagsren i motsats till blandskog. Det finns även naturligt trädslagsrena skogar, exempelvis fjällbjörkskog, fjällnära granskog, tallhedsskog, bokskog och avenbokskog.  
Begreppet har fått en utvidgad betydelse inom sociologin, där det syftar på en stat eller ett område där det endast bor en kulturgrupp.[källa behövs]